# Niels Vink
Niels Vink (Helmond, 6 december 2002) is een rolstoeltennisspeler uit Nederland die uitkomt in de categorie quad. Hij bereikte in het enkelspel de eerste positie op de wereldranglijst van quad-spelers (maart 2022). Op de Paralympische spelen in Tokio won hij de bronzen medaille in het enkelspel en een gouden medaille in het dubbelspel, samen met Sam Schröder. En in Parijs (2024) won hij tweemaal goud.

## Medische voorgeschiedenis
- Bron:[4]

Op éénjarige leeftijd kreeg Vink een bacteriële infectie (meningokokken sepsis). Daardoor verloor hij beide benen en verscheidene vingerkootjes.
Op negenjarige leeftijd bezocht hij de Paralympische Zomerspelen 2012 in Londen. Hier ontstond zijn ambitie om ooit aan de paralympische spelen mee te doen. Nadat hij enkele sporten had uitgeprobeerd, koos hij voor het rolstoeltennis.

## Loopbaan
Na drie enkelspeltitels in de "ITF Futures"-serie, won Vink zijn eerste "ITF 2"-titel in 2018 op het German Open in Berlijn – in de finale versloeg hij landgenoot Sam Schröder.
Op 28 januari 2019 werd Vink het nummer 1 van de wereldranglijst bij de junioren, nadat hij een dag eerder de Cruyff Foundation Junior Masters (het officieuze wereldkampioenschap voor junioren) had gewonnen. In juli won hij voor het eerst een toernooi van categorie "ITF Super Series": het British Open Wheelchair Tennis-kampioenschap in Nottingham – in de finale versloeg hij de thuisspelende Andy Lapthorne. In november won hij de dubbelspeltitel op het Wheelchair Tennis Masters-toernooi in Orlando (Florida) (het officieuze wereldkampioenschap van het rolstoeltennis), samen met de Australiër Heath Davidson.
In juni 2021 won Vink op het French Riviera Open op de Mouratoglou Academy in Biot (categorie "ITF Super Series") de titel zowel in het enkel- als in het dubbelspel – hij versloeg in het enkelspel degene met wie hij samen het dubbelspel won: landgenoot Sam Schröder. In september won hij twee medailles op de Paralympische spelen in Tokio (zie boven). Een week later bereikte hij op het US Open de enkelspelfinale, die hij verloor van de Australiër Dylan Alcott – in het dubbelspel won hij daar de titel, samen met landgenoot Sam Schröder. Hiermee bereikte hij de top van de wereldranglijst in het dubbelspel. In november won Vink op het officieus wereldkampioenschap de titel in het enkelspel en, samen met landgenoot Sam Schröder, ook in het dubbelspel – Vink werd daarbij de jongste quad-enkelspelwinnaar in de geschiedenis van de Masters.
Op het Australian Open 2022 bereikte Vink de finale van het dubbelspel, samen met Schröder. Op Roland Garros wist hij, weer met Schröder, de dubbelspeltitel te bemachtigen, waarna hij zijn landgenoot in de enkelspelfinale versloeg om zijn eerste grandslamtitel in het enkelspel te veroveren. Op Wimbledon won hij de titel in het dubbelspel samen met Schröder, terwijl hij in de enkelspelfinale door de Gelener werd verslagen. Op het US Open wist hij, weer met Schröder, de dubbelspeltitel te bemachtigen, waarna hij zijn landgenoot in de enkelspelfinale versloeg.
Op het Australian Open 2023 won Vink de titel in het dubbelspel, samen met Schröder – ook in het enkelspel bereikte hij de finale, maar daar moest hij de duimen leggen voor zijn landgenoot. Op Wimbledon 2023 won hij de titel zowel in het enkel- als in het dubbelspel (met Schröder). In augustus werd Vink in Rotterdam Europees kampioen in het enkelspel – in het dubbelspel won hij het goud samen met Sam Schröder.
Op Wimbledon 2024 won Vink de enkelspeltitel. In het dubbelspel won hij grandslamtitels op Roland Garros en Wimbledon.

## Onderscheidingen
- Op 30 november 2019 ontving Vink het "Jeugdlintje van de gemeente Helmond" uit handen van burgemeester Elly Blanksma.[14]
- Op 14 september 2021 werd Vink geridderd in de Orde van Oranje-Nassau door Brabants commissaris van de Koning Ina Adema en Helmonds burgemeester Elly Blanksma voor het winnen van zijn gouden medaille op de Paralympische Spelen in Tokio.

## Persoonlijk
Vink volgt de opleiding "Sport en Bewegen" op het Summa College in Eindhoven.

## Resultaten grandslamtoernooien
| Legenda | Legenda                          |
| ------- | -------------------------------- |
| g.t.    | geen toernooi gehouden           |
| l.c.    | lagere categorie                 |
| –       | niet deelgenomen                 |
| G       | uitgeschakeld in de groepsfase   |
| 1R      | uitgeschakeld in de eerste ronde |
| 2R      | uitgeschakeld in de tweede ronde |
| 3R      | uitgeschakeld in de derde ronde  |
| 4R      | uitgeschakeld in de vierde ronde |
| KF      | uitgeschakeld in de kwartfinale  |
| HF      | uitgeschakeld in de halve finale |
| F       | de finale verloren               |
| W       | het toernooi gewonnen            |
| w-v     | winst/verlies-balans             |

### Enkelspel
| toernooi        | 2021 | 2022 | 2023 | 2024 | 2025 |
| --------------- | ---- | ---- | ---- | ---- | ---- |
| Australian Open | HF   | KF   | F    | HF   | F    |
| Roland Garros   | –    | W    | W    | HF   |      |
| Wimbledon       | –    | F    | W    | W    |      |
| US Open         | F    | W    | F    | g.t. |      |

### Dubbelspel
| toernooi        | 2021 | 2022 | 2023 | 2024 | 2025 |
| --------------- | ---- | ---- | ---- | ---- | ---- |
| Australian Open | HF   | F    | W    | HF   | F    |
| Roland Garros   | –    | W    | HF   | W    |      |
| Wimbledon       | –    | W    | W    | W    |      |
| US Open         | W    | W    | W    | g.t. |      |